# Život a doba soudce A. K.
Život a doba soudce A. K. je český televizní seriál ze soudního prostředí s Davidem Švehlíkem v titulní roli. Režiséry jsou Robert Sedláček, Radim Špaček a Bohdan Sláma. Scénář napsal Zdeněk Zapletal. Některé občanskoprávní spory, které se v první, třináctidílné řadě seriálu řeší, jsou inspirovány skutečnými případy. Ve druhé řadě se řeší případy v trestním řízení.
Natáčení první řady seriálu začalo v září 2013.
Česká televize oznámila záměr začít seriál vysílat na podzim 2014. Později bylo upřesněno, že by se mohl objevit na obrazovkách v září a následně bylo zpřesněno, že to má být od 1. září 2014.
První řada seriálu vyšla také jako kniha.
Zdeněk Zapletal na veletrhu Svět knihy 2015 oznámil, že se připravuje druhá řada seriálu, jejíž natáčení začne v roce 2016.[potřebuje aktualizovat] Dne 18. června 2015 oznámila přípravy druhé řady i Česká televize.

## Děj
Seriál se zabývá polistopadovou spravedlností. V každém díle se řeší jeden občanskoprávní soudní spor, například konflikt mezi známou umělkyní a bulvárem, spor o práva na dítě, rozvody, alimenty, urážky na cti, autorská práva, domácí porod, šikana ve škole, případ, kdy se dokazuje otcovství mrtvého kněze, nebo snaha o násilné vystěhování nájemníků. Na konci každého dílu je vynesen rozsudek a otevře se nový případ.
Zároveň se zde rozvíjí i osobní život hlavního hrdiny, který tvoří druhou linii seriálu. Soudce Adam Klos (David Švehlík) je introvertní a empatický čtyřicátník. Pronásledují ho však jeho osobní traumata. V prvním díle se s ním rozejde jeho dlouholetá přítelkyně Laura Medková (Zuzana Norisová) a on začne chodit k psycholožce Ivě Seidlové (Jitka Čvančarová). Přitahuje ji a ani ona mu není lhostejná. Je osamělý, má problematický, nevyřešený, až konfliktní vztah s rodiči a začnou mu chodit anonymy, kde mu někdo vyhrožuje smrtí. Anonymy mu pomáhá vyšetřovat jeho kamarád, kriminalista Igor Kubiš (Marek Daniel). Svými případy je hluboce ovlivňován a zároveň neustále bojuje s výzvou dostát rodinné tradici – jeho otec (Jiří Bartoška) je ústavní soudce a matka (Daniela Kolářová) advokátka a společnice advokátní kanceláře. Stal se soudcem, ale chtěl být pilotem dopravního letadla nebo horolezcem-fotografem.
Rád sportuje, vesluje a pilotuje letadlo. Také ví, že jeho otec v minulosti udělal něco špatně. To tajemství vyjde najevo. Také matka mu něco tají, často mluví se státní zástupkyní Houdkovou (Barbora Kodetová).
Spory před soudem a realita současného života jsou nahlíženy „objektivní pravdou zákona“ i subjektivním pohledem soudce. Děj je vyprávěn jeho subjektivním pohledem.
Soudcův vnitřní hlas komentuje dění. Na konci každého dílu v jeho vnitřním hlase zazní, jak se bude jmenovat další díl.
Jeden případ končí sebevraždou jednoho z aktérů soudního sporu, v jiném v soudní síni vystupuje jako advokátka matka soudce Adama Klose.
Ve druhé řadě soudce Adam Klos povýší na krajského soudce a bude řešit případy v trestním řízení.

## Postavy a obsazení

### Hlavní postavy
| David Švehlík    | soudce JUDr. Adam Klos                             |
| Daniela Kolářová | advokátka JUDr. Julie Klosová, matka Adama Klose   |
| Jiří Bartoška    | soudce JUDr. Adam Klos st., otec Adama Klose       |
| Marek Daniel     | kriminalista pplk. Igor Kubiš, kamarád Adama Klose |
| Jitka Čvančarová | psycholožka Mgr. Iva Seidlová                      |

### Vedlejší postavy
| Zuzana Norisová   | Laura Medková, bývalá přítelkyně Adama Klose                                                                                        |
| Daniela Byrtusová | Bára Klosová, dcera Adama Klose |
| Andrea Buršová    | Tereza, soudní zapisovatelka Adama Klose                                                                                            |
| David Suchařípa   | mechanik Hájek |
| Barbora Kodetová  | státní zástupkyně Houdková, kolegyně Adama Klose (díly Chudák skřítek Melichar, Diskrétní odpad, Střelec, Válka pokračuje a Rodina) |
| František Němec   | soudce JUDr. Jiří Zavadil, kolega Adama Klose (díly Paulusová versus Paulus, Kladivo na důchodce, Odlišnost a Místo narození)       |

### Epizodní role – 1. řada

#### Osamělost
| Jan Budař         | Miroslav Fajt                           |
| Gabriela Míčová   | Veronika Fajtová                        |
| Jana Polášková    | advokátka Miroslava Fajta               |
| Mário Kubec       | advokát Veroniky Fajtové                |
| Claudia Vašeková  | opatrovnice                             |
| Václav Legner     | docent Tomeček                          |
| Antonín Procházka | ředitel Jan Skřivánek                   |
| Miroslav Táborský | ředitel Svatopluk Končák                |
| Lukáš Příkazký    | Mgr. Nový, advokát Jana Skřivánka       |
| Karel Dobrý       | JUDr. Rytíř, advokát Svatopluka Končáka |

#### Chudák skřítek Melichar
| Antonín Procházka | ředitel Jan Skřivánek                      |
| Miroslav Táborský | ředitel Svatopluk Končák                   |
| Lukáš Příkazký    | Mgr. Nový, advokát Jana Skřivánka          |
| Karel Dobrý       | JUDr. Rytíř, advokát Svatopluka Končáka    |
| Ivo Kubečka       | doktor Vlach                               |
| Petr Koutecký     | kustod Matějíček                           |
| Petr Klimeš       | obžalovaný Svatopluk Vaněk                 |
| Zdeněk Dolanský   | řezbář Radek Solař                         |
| Igor Bareš        | Radek Paulus                               |
| Ivana Uhlířová    | Alice Paulusová                            |
| Jaroslav Plesl    | JUDr. Radek Fiala, advokát Alice Paulusové |
| Barbora Janatková | sociální pracovnice Mgr. Jíchová           |
| Erika Güntherová  | reportérka                                 |

Dále hrají Martin Janouš, Milan Duchek, Radek Koula, Matyáš Rejthar.

#### Paulusová versus Paulus
| Igor Bareš              | Radek Paulus                                                                 |
| Ivana Uhlířová          | Alice Paulusová                                                              |
| Jaroslav Plesl          | JUDr. Radek Fiala, advokát Alice Paulusové                                   |
| Jonáš Zima              | Petr Paulus                                                                  |
| Marie Turková-Horáčková | pomocnice Kašperková                                                         |
| Martin Zahálka          | řidič Blažek                                                                 |
| Barbora Valentová       | svědkyně Petra Havlíčková                                                    |
| Barbora Janatková       | sociální pracovnice Jíchová                                                  |
| Erika Güntherová        | reportérka                                                                   |
| Klára Melíšková         | Simona Knitlová                                                              |
| Magdaléna Sidonová      | JUDr. Kunešová, advokátka Simony Knitlové                                    |
| Jaromír Dulava          | Ing. Petr Duda                                                               |
| Marian Roden            | Ing. Eduard Tomek                                                            |
| Kryštof Hádek           | Mgr. Sehnal, advokát Ing. Petra Dudy, Ing. Eduarda Tomka a Mgr. Pavla Kroupy |

Dále hrají Radek Koula, Matyáš Rejthar.

#### Luketka
| Klára Melíšková    | Simona Knitlová                                                              |
| Magdaléna Sidonová | JUDr. Kunešová, advokátka Simony Knitlové                                    |
| Jaromír Dulava     | Ing. Petr Duda                                                               |
| Marian Roden       | Ing. Eduard Tomek                                                            |
| Karel Zima         | Mgr. Pavel Kroupa                                                            |
| Kryštof Hádek      | Mgr. Sehnal, advokát Ing. Petra Dudy, Ing. Eduarda Tomka a Mgr. Pavla Kroupy |
| Luboš Veselý       | svědek Ulrich                                                                |
| Ivana Valešová     | Lukešová ze Vsetína                                                          |
| Lenka Veliká       | MUDr. Úlehová                                                                |
| Petr Koutecký      | kustod Matějíček                                                             |
| Kateřina Brožová   | zpěvačka Jana Jarošová                                                       |
| Jan Vondráček      | JUDr. Severa, advokát Jany Jarošové                                          |
| Štěpán Benoni      | šéfredaktor Hanus                                                            |
| Václav Neužil      | Mgr. Burian, advokát Hanuse                                                  |

Dále hrají Jan Horák, Aleš Gelnar.

#### Diskrétní odpad
| Kateřina Brožová    | zpěvačka Jana Jarošová              |
| Jan Vondráček       | JUDr. Severa, advokát Jany Jarošové |
| Štěpán Benoni       | šéfredaktor Hanus                   |
| Václav Neužil       | Mgr. Burian, advokát Hanuse         |
| Václav Knop         | svědek MUDr. Selucký                |
| Dita Vích Hořínková | svědkyně Jiříková                   |
| Hynek Chmelař       | obviněný Uhřík                      |
| Marie Ludvíková     | Mgr. Tlustá                         |
| Leoš Noha           | žalovaný Petr Janota                |
| Jan Lepšík          | PhD. Jelen, advokát Petra Janoty    |

Dále hrají Zdeněk Hess, Jan Horák, Aleš Gelnar.

#### Střelec
| Pavel Liška     | žalobce Jiří Zdražil                       |
| Leoš Noha       | žalovaný Petr Janota                       |
| Marie Ludvíková | Mgr. Tlustá, advokátka Jiřího Zdražila     |
| Jan Lepšík      | PhD. Jelen, advokát Petra Janoty           |
| Josef Polášek   | svědek Kukla                               |
| Tomáš Matonoha  | svědek Dřízga                              |
| Dana Poláková   | svědkyně Šudřichová                        |
| Jitka Prosperi  | soudní znalkyně Bičovská                   |
| Igor Bareš      | Radek Paulus                               |
| Jaroslav Plesl  | JUDr. Radek Fiala, advokát Alice Paulusové |
| Ivana Uhlířová  | Alice Paulusová                            |

#### Válka pokračuje
| Igor Bareš       | Radek Paulus                               |
| Ivana Uhlířová   | Alice Paulusová                            |
| Jaroslav Plesl   | JUDr. Radek Fiala, advokát Alice Paulusové |
| Hana Frejková    | Věra Paulusová, matka Radka Pauluse        |
| Tomáš Kraucher   | svědek Smolka                              |
| Ctirad Götz      | svědek Macák                               |
| Petr Lněnička    | svědek Hrdlička                            |
| Luděk Randár     | podezřelý Jan Červenka                     |
| Tomáš Turek      | Jiří Hubáček                               |
| Lenka Krobotová  | Mgr. Korbelová, advokátka Jiřího Hubáčka   |
| Kristýna Frejová | Marta Čepelová                             |
| Jan Holík        | Mgr. Velíšek, advokát Marty Čepelové       |
| Lucie Pernetová  | opatrovnice Jiřina Petlachová              |

#### Rodina
| Tomáš Turek        | Jiří Hubáček                             |
| Lenka Krobotová    | Mgr. Korbelová, advokátka Jiřího Hubáčka |
| Kristýna Frejová   | Marta Čepelová                           |
| Jan Holík          | Mgr. Velíšek, advokát Marty Čepelové     |
| Lucie Pernetová    | opatrovnice Jiřina Petlachová            |
| Miroslav Baburský  | notář JUDr. Nesázal                      |
| Ivana Lokajová     | svědkyně Urbanová st.                    |
| Annette Nesvadbová | svědkyně Urbanová ml.                    |
| Lucie Žáčková      | svědkyně Lukavská                        |
| Dušan Sitek        | svědek MUDr. Formánek                    |
| Kateřina Janečková | novinářka Monika Zálupská                |
| Milan Hloušek      | státní zástupce Oškera                   |
| Robert Nebřenský   | vyšetřovatel kpt. Refiz                  |
| Jaroslava Pokorná  | Marie Brázdová                           |
| Jan Novotný        | JUDr. Kulíšek, advokát Marie Brázdové    |
| Jiří Mádl          | Mgr. Vorel                               |

#### Kladivo na důchodce
| Jaroslava Pokorná    | Marie Brázdová                                      |
| Jiří Mádl            | Mgr. Vorel                                          |
| Jan Novotný          | JUDr. Kulíšek, advokát Marie Brázdové               |
| Braňo Holiček        | Vašík Buroň                                         |
| Jiří Ployhar         | syn Brázda                                          |
| Marie Durnová        | svědkyně Horsáková                                  |
| Jindřich Bonaventura | svědek Marušák                                      |
| Robert Nebřenský     | vyšetřovatel kpt. Refiz                             |
| Hanuš Bor            | Petr Pokorný                                        |
| Jan Bidlas           | Miloslav Varga                                      |
| Petr Jeništa         | JUDr. Brázdil, advokát Miloslava Vargy              |
| Lucie Trmíková       | ředitelka Blažena Němcová                           |
| Pavla Beretová       | Mgr. Jelínková, advokátka ředitelky Blaženy Němcové |

#### Odlišnost
| Jan Bidlas                | Miloslav Varga                                      |
| Petr Jeništa              | JUDr. Brázdil, advokát Miloslava Vargy              |
| Lucie Trmíková            | ředitelka školy Blažena Němcová                     |
| Pavla Beretová            | Mgr. Jelínková, advokátka ředitelky Blaženy Němcové |
| Agáta Zimová              | Žaneta Hlaváčková                                   |
| Jakub Jan Ryba            | žák Kamil                                           |
| Radana Herrmannová        | učitelka Šrámková                                   |
| Tomáš Kořének             | soukromý detektiv Pešek                             |
| Jiří Untermüller          | docent Kotlárik                                     |
| František Kreuzmann       | svědek MUDr. Vrábel                                 |
| Milan Hloušek             | státní zástupce Oškera                              |
| Hanuš Bor                 | Petr Pokorný                                        |
| Kristýna Fuitová Nováková | Pavla Bendová                                       |
| Dana Sedláková            | opatrovnice dítěte Bláhová                          |
| Simona Prasková           | opatrovnice otce Kovářová                           |

#### Kněz
| Kristýna Fuitová Nováková    | Pavla Bendová                           |
| Dana Sedláková               | opatrovnice dítěte Bláhová              |
| Simona Prasková              | opatrovnice otce Kovářová               |
| Jiří Havel                   | Formánek st.                            |
| Johana Tesařová              | Formánková                              |
| Jaromíra Mílová              | žena v publiku                          |
| Marie Spurná                 | svědkyně Masná                          |
| Jiří Krejčí                  | hlídač                                  |
| Alena Vojtíšková Hendrychová | barmanka                                |
| Jiří Hána                    | vyšetřovatel                            |
| Milan Hloušek                | státní zástupce Oškera                  |
| Jiří Černý                   | Mgr. Petr Oliva, advokát Eleny Hanákové |
| Iva Pazderková               | Elena Hanáková                          |
| Martin Pechlát               | MUDr. Musil                             |
| Anna Polívková               | Mgr. Malá, advokátka doktora Musila     |

Dále hrají Pavel Lagner, Jan Emmerling, Petr Nácovský, Petr Matoušek, Šárka Holubová.

#### Místo narození
| Iva Pazderková           | Elena Hanáková                                    |
| Jiří Černý               | Mgr. Karel Oliva, advokát Eleny Hanákové          |
| Martin Pechlát           | MUDr. Musil                                       |
| Anna Polívková           | Mgr. Malá, advokátka doktora Musila               |
| Jiří Racek               | Belant, přítel Eleny Hanákové                     |
| František Dominik Staněk | svědek MUDr. Vysloužil                            |
| Jaroslav Vlach           | svědek MUDr. Tabaška                              |
| Jan Jankovský            | zdravotník Vojáček                                |
| Jan Maléř                | policista Stuchlý                                 |
| Rudolf Šnajdr            | náměstek Doležal                                  |
| Kateřina Janečková       | novinářka Monika Zálupská                         |
| Hanuš Bor                | Petr Pokorný                                      |
| Miloslav Maršálek        | Pavel Macek                                       |
| Jan Novotný              | JUDr. Kulíšek, advokát Pavla Macka                |
| Ester Geislerová         | Mgr. Romana Dudová, advokátka úvěrové společnosti |

Dále hraje Kristýna Kudrnáčová.

#### Exekuce
| Miloslav Maršálek  | Pavel Macek                                       |
| Jan Novotný        | JUDr. Kulíšek, advokát Pavla Macka                |
| Ester Geislerová   | Mgr. Romana Dudová, advokátka úvěrové společnosti |
| Kateřina Janečková | novinářka Monika Zálupská                         |
| Milan Šimáček      | svědek Hrubý                                      |
| Mária Dolanská     | svědkyně Roubalová                                |
| Zuzana Onufráková  | por. Petra Nováková, kolegyně Igora Kubiše        |
| Jiří Maryško       | Zbyněk Macek, syn Pavla Macka                     |
| Petra Špalková     | úřednice aerolinek Lot                            |
| Gabriela Míčová    | Veronika Fajtová ve vzpomínkách Adama Klose       |

Dále hrají Josef Hervert, Klára Smílková, Veronika Schönová.

### Epizodní role – 2. řada

#### Láska
| Ivan Lupták        | vězeň Jiří Mikl                              |
| Lenka Vlasáková    | Zora Boháčová                                |
| Jaroslav Plesl     | JUDr. Radek Fiala, advokát Zory Boháčové     |
| Gabriela Mikulková | státní zástupkyně Koldová                    |
| Michal Balcar      | vyšetřovatel Pilný                           |
| Petr Prokeš        | policista Kaufman                            |
| Andrej Bestčastnyj | soused Šedivý                                |
| Dita Kaplanová     | sousedka Šedivá                              |
| Zuzana Onufráková  | por. Petra Nováková, kolegyně Igora Kubiše   |
| Denisa Hodermarská | mjr. Denisa Biharyová, kolegyně Igora Kubiše |
| Mirolsav Tichý     | člen eskorty                                 |
| Pavel Tesař        | soudní znalec                                |
| Martin Havelka     | Partik Štofa                                 |
| Zuzana Stivínová   | JUDr. Drtinová, advokátka Partika Štofy      |
| Miloslav Mejzlík   | státní zástupce Gregor                       |

Dále hrají Radim Madeja, Milena Marcilisová, Zdeněk Rohlíček,  Jana Radojčičová, Bohulsav Hrdlička.

#### Plán
| Martin Havelka     | Partik Štofa                               |
| Zuzana Stivínová   | JUDr. Drtinová, advokátka Partika Štofy    |
| Miloslav Mejzlík   | státní zástupce Gregor                     |
| Jan Potměšil       | podnikatel Mirek Beránek                   |
| Vlaďka Erbová      | Edita Beránková                            |
| Andrej Bestčastnyj | soused Šedivý                              |
| Dita Kaplanová     | sousedka Šedivá                            |
| Adéla Petřeková    | učitelka Jana                              |
| Mirolsav Šnajdr    | svědek Došek                               |
| Marta Vítů         | svědkyně Havlínová                         |
| Zdeněk Pecháček    | znalec internista                          |
| Jakub Hais         | znalec silniční dopravy                    |
| Richard Němec      | Robert Mucha                               |
| Radovan Masár      | Pavel Hangurbadžo                          |
| Ondřej Kokorský    | Martin Pokoš                               |
| Ernesto Čekan      | JUDr. Pavlík, advokát Roberta Muchy        |
| Helena Dvořáková   | Mgr. Adamcová, advokátka Pavla Hangurbadža |
| Michal Dalecký     | Mgr. Hofman, advokát Martina Pokoše        |
| Nela Boudová       | státní zástupkyně Šímová                   |

Dále hrají Milada Kratochvílová, Oldřich Král, Jitka Žídková, Zdeněk Klumpar.

#### Bílý svině
| Richard Němec      | Robert Mucha                                 |
| Radovan Masár      | Pavel Hangurbadžo                            |
| Ondřej Kokorský    | Martin Pokoš                                 |
| Ernesto Čekan      | JUDr. Pavlík, advokát Roberta Muchy          |
| Helena Dvořáková   | Mgr. Adamcová, advokátka Pavla Hangurbadža   |
| Michal Dalecký     | Mgr. Hofman, advokát Martina Pokoše          |
| Nela Boudová       | státní zástupkyně Šímová                     |
| Tomáš Dastlík      | vyšetřovatel Smolík                          |
| Lukáš Jůza         | vyšetřovatel Pála                            |
| Daniel Svoboda     | poškozený Schulz                             |
| Filip Čáp          | poškozený Turek                              |
| Andrej Bestčastnyj | soused Šedivý                                |
| Dita Kaplanová     | sousedka Šedivá                              |
| Adéla Petřeková    | učitelka Jana                                |
| Miroslav Hruška    | svědek napadení                              |
| Marta Richterová   | svědkyně napadení                            |
| Jiří Untermüller   | soudní znalec                                |
| Alena Mihulová     | Libuše Sochorová                             |
| Zuzana Bydžovská   | JUDr. Jedličková, advokátka Libuše Sochorové |
| Martin Myšička     | státní zástupce Bláha                        |

Dále hrají  Zdeněk Dušek, Oldřich Král, Ivo Bureš.

#### Sestřička
| Alena Mihulová     | Libuše Sochorová                                                |
| Zuzana Bydžovská   | JUDr. Jedličková, advokátka Libuše Sochorové                    |
| Martin Myšička     | státní zástupce Bláha                                           |
| Rudolf Kubík       | vyšetřovatel Kroupa                                             |
| Norbert Lichý      | Antonín Sochor                                                  |
| Anežka Rusevová    | Eva Polesná                                                     |
| Jan Slovák         | primář MUDr. Horník                                             |
| Jana Boušková      | zdravotní sestra Kubátová                                       |
| Dita Kaplanová     | sousedka Šedivá                                                 |
| Adéla Petřeková    | učitelka Jana                                                   |
| Antonín Hardt      | pacient Novotný                                                 |
| Marek Pospíchal    | svědek Novotný                                                  |
| Vladimír Hrabal    | svědek Knaus                                                    |
| Libor Žídek        | znalec psychiatr                                                |
| Michael Dymek      | znalec internista                                               |
| Vladimír Polívka   | Michal Lipský                                                   |
| Tereza Vilišová    | Magdalena Pátková                                               |
| Jaroslav Plesl     | JUDr. Radek Fiala, advokát Michala Lipského a Magdaleny Pátkové |
| Gabriela Mikulková | státní zástupkyně Koldová                                       |

Dále hrají Jana Radojčičová, Mirolsav Dubský, Jan Dvořák, Martin Učík.

#### Guru
| Vladimír Polívka   | Michal Lipský                                                   |
| Tereza Vilišová    | Magdalena Pátková                                               |
| Jaroslav Plesl     | JUDr. Radek Fiala, advokát Michala Lipského a Magdaleny Pátkové |
| Gabriela Mikulková | státní zástupkyně Koldová                                       |
| Petr Batěk         | vyšetřovatel Pražák                                             |
| Petr Halberstadt   | policista npor. Mgr. Petr Linhart                               |
| Adéla Petřeková    | učitelka Jana                                                   |
| Anna Stropnická    | svědkyně Petra Krejčí                                           |
| Táňa Hlostová      | svědkyně Daniela Moravcová                                      |
| Kamila Špráchalová | svědkyně Zdena                                                  |
| Viktor Zavadil     | Milan Skoupý                                                    |
| Filip Březina      | Roman Šimáček                                                   |
| Jacob Erftemeijer  | Jiří Čelechovský                                                |
| Michal Dalecký     | Mgr. Hofman, advokát Milana Skoupého                            |
| Bohumír Starý      | JUDr. Kohoutek, advokát Romana Šimáčka                          |
| Zuzana Bydžovská   | JUDr. Jedličková, advokátka Jiřího Čelechovského                |
| Gabriela Mikulková | státní zástupkyně Koldová                                       |

Dále hrají Milena Marcilisová, Milada Kratochvílová.

#### Nelidskost
| Viktor Zavadil       | Milan Skoupý                                     |
| Filip Březina        | Roman Šimáček                                    |
| Jacob Erftemeijer    | Jiří Čelechovský                                 |
| Michal Dalecký       | Mgr. Hofman, advokát Milana Skoupého             |
| Bohumír Starý        | JUDr. Kohoutek, advokát Romana Šimáčka           |
| Zuzana Bydžovská     | JUDr. Jedličková, advokátka Jiřího Čelechovského |
| Gabriela Mikulková   | státní zástupkyně Koldová                        |
| Michal Balcar        | vyšetřovatel Pilný                               |
| Barbora Chaloupková  | Marcela Smrčková                                 |
| Petra Výtvarová      | Pavla Smrčková                                   |
| Yevhen Shokalo       | Grigorij Gorkin                                  |
| Marko Igonda         | zprostředkovatel Taras                           |
| Lumíra Přichystalová | svědkyně Jiřina                                  |
| Josefína Dušková     | svědkyně Jarmila                                 |
| Andrej Bestčastnyj   | soused Šedivý                                    |
| Dita Kaplanová       | sousedka Šedivá                                  |
| Gabriela Míčová      | matka Skoupá                                     |
| Zuzana Onufráková    | por. Petra Nováková, kolegyně Igora Kubiše       |
| Tomáš Bambušek       | Dušan Junek                                      |
| Čestmír Řanda ml.    | Petr Mička                                       |
| Helena Dvořáková     | Mgr. Adamcová, advokátka Dušana Junka            |
| Petr Jeništa         | JUDr. Rozsíval, advokát Petra Mičky              |
| Miloslav Mejzlík     | státní zástupce Gregor                           |

Dále hrají Jana Radojčičová, Mirolsav Dubský, Rudolf Štěpán.

#### Palebná síla
| Tomáš Bambušek     | Dušan Junek                                    |
| Čestmír Řanda ml.  | Petr Mička                                     |
| Helena Dvořáková   | Mgr. Adamcová, advokátka Dušana Junka          |
| Petr Jeništa       | JUDr. Rozsíval, advokát Petra Mičky            |
| Miloslav Mejzlík   | státní zástupce Gregor                         |
| Robert Nebřenský   | vyšetřovatel Borský                            |
| Andrej Bestčastnyj | soused Šedivý                                  |
| Marko Igonda       | zprostředkovatel Taras                         |
| Martin Kubačák     | řidič Jiří Novák                               |
| David Máj          | spolujezdec Bedřich Horáček                    |
| Matúš Bukovčan     | organizátor loupeže                            |
| Jiří Štrébl        | šéf agentury Koudela                           |
| Petr Bucháček      | řidič autobusu                                 |
| Antonie Talacková  | svědkyně Smolíková                             |
| Vojtěch Švejda     | technik Žabka                                  |
| Barbara Lukešová   | technička Odstrčilová                          |
| Justin Svoboda     | expert balistiky                               |
| Jaromír Meduna     | šéf analytiků                                  |
| Tomáš Jeřábek      | Ing. Richard Matula                            |
| Roman Zach         | Ing. Jindřich Fait                             |
| Zuzana Stivínová   | JUDr. Drtinová, advokátka Ing. Richarda Matuly |
| Ernesto Čekan      | JUDr. Pavlík, advokát Jindřicha Faita          |

Dále hrají Milena Marcilisová, Petr Pěknic, Ivana Stejskalová, Ivo Bureš, David Lištván, Libor Hadrava, Jaroslav Franče.

#### Pánská jízda
| Tomáš Jeřábek      | Ing. Richard Matula                            |
| Roman Zach         | Ing. Jindřich Fait                             |
| Zuzana Stivínová   | JUDr. Drtinová, advokátka Ing. Richarda Matuly |
| Ernesto Čekan      | JUDr. Pavlík, advokát Ing. Jindřicha Faita     |
| Nela Boudová       | státní zástupkyně Šímová                       |
| Marie Doležalová   | Kateřina Šišková                               |
| Zita Morávková     | Jana Matulová                                  |
| Marko Igonda       | zprostředkovatel Taras                         |
| Martina Jalůvková  | svědkyně Doris                                 |
| Michala Gatialová  | svědkyně Sylvie                                |
| Radim Novák        | policista Slepička                             |
| Petra Lustigová    | znalkyně psychiatrie                           |
| Miroslav Večerka   | znalec patologie                               |
| Petr Halberstadt   | policista npor. Mgr. Petr Linhart              |
| Jaroslav Plesl     | JUDr. Radek Fiala, advokát Petra Linharta      |
| Gabriela Mikulková | státní zástupkyně Koldová                      |

Dále hrají Milada Kratochvílová, Mirolsav Dubský.

#### Policejní svět
| Petr Halberstadt   | policista npor. Mgr. Petr Linhart          |
| Jaroslav Plesl     | JUDr. Radek Fiala, advokát Petra Linharta  |
| Gabriela Mikulková | státní zástupkyně Koldová                  |
| Radim Fiala        | lobbista Karel Polášek                     |
| Zbyněk Fric        | podnikatel Pavel Písařík                   |
| Kateřina Lojdová   | svědkyně Alexandra Stašková                |
| Milan Enčev        | policista Rychlý                           |
| Otakar Brousek ml. | plukovník Janeček                          |
| Josef Vrána        | plukovník Jiříček                          |
| Branislav Mazúch   | svědek Jiří Bělský                         |
| Zuzana Onufráková  | por. Petra Nováková, kolegyně Igora Kubiše |
| Miroslav Hanuš     | Karel Kozák                                |
| Marián Moštík      | Břetislav Dohnal                           |
| Renata Rychlá      | JUDr. Jílková, advokátka Karla Kozáka      |
| Petr Jeništa       | JUDr. Rozsíval, advokát Břetislava Dohnala |
| Martin Myšička     | státní zástupce Bláha                      |

Dále hrají František Kreuzmann ml., Zdeněk Podhůrský, Jana Radojčičová, Ivo Bureš.

#### Patláci
| Miroslav Hanuš     | Karel Kozák                                |
| Marián Moštík      | Břetislav Dohnal                           |
| Renata Rychlá      | JUDr. Jílková, advokátka Karla Kozáka      |
| Petr Jeništa       | JUDr. Rozsíval, advokát Břetislava Dohnala |
| Martin Myšička     | státní zástupce Bláha                      |
| Petr Dohnal        | vrchní státní zástupce Goliáš              |
| Marko Igonda       | zprostředkovatel Taras                     |
| Andrej Bestčastnyj | soused Šedivý                              |
| Dita Kaplanová     | sousedka Šedivá                            |
| Petr Halberstadt   | policista npor. Mgr. Petr Linhart          |
| Radim Koráb        | Nazir Al Saied                             |
| Oľga Belešová      | svědkyně Dušková                           |
| Štěpánka Šimlová   | svědkyně Dohnalová                         |
| Stanislav Majer    | hokejista Viktor Miller                    |
| Jaroslav Plesl     | JUDr. Radek Fiala, advokát Viktora Millera |
| Helena Dvořáková   | Mgr. Adamcová, advokátka Viktora Miilera   |
| Vanda Hybnerová    | státní zástupce Kalivodová                 |

Dále hrají Milena Marcilisová, Martina Delišová, Oldřich Král.

#### Postavení mimo hru
| Stanislav Majer  | hokejista Viktor Miller                       |
| Jaroslav Plesl   | JUDr. Radek Fiala, advokát Viktora Millera    |
| Helena Dvořáková | Mgr. Adamcová, advokátka Viktora Miilera      |
| Vanda Hybnerová  | státní zástupce Kalivodová                    |
| Dana Syslová     | pacientka Barbora                             |
| Marko Igonda     | zprostředkovatel Taras                        |
| Yevhen Shokalo   | Grigorij Gorkin                               |
| Hana Doulová     | Millerova matka                               |
| Jiří Nebenführ   | agent Millera                                 |
| Jana Staňková    | svědkyně Hlobilová                            |
| Petr Vršek       | expert ekustiky                               |
| Petr Stach       | Ing. Roman Sekera                             |
| Jaroslav Plesl   | JUDr. Radek Fiala, advokát Ing. Romana Sekery |
| Miloslav Mejzlík | státní zástupce Gregor                        |

Dále hrají Tereza Hofová, Zuzana Stavná, Dominika Hužvárová, Milena Kratochvílová, Mirolsav Dubský, Václav Chalupa, Milan Hampl.

#### Pirát
| Petr Stach         | Ing. Roman Sekera                             |
| Jaroslav Plesl     | JUDr. Radek Fiala, advokát Ing. Romana Sekery |
| Miloslav Mejzlík   | státní zástupce Gregor                        |
| Gabriela Filippi   | Gabriela Sekerová                             |
| Gabriel Karoch     | Patrik Sekera                                 |
| Marko Igonda       | zprostředkovatel Taras                        |
| Andrej Bestčastnyj | soused Šedivý                                 |
| Dita Kaplanová     | sousedka Šedivá                               |
| Dana Syslová       | pacientka Barbora                             |
| Radim Fiala        | lobbista Karel Polášek                        |
| Ivo Novák          | náměstek Pavel Hrabal                         |
| Radim Kalvoda      | svědek Trčala                                 |
| Anton Taratu       | svědek Kulibin                                |
| Ondřej Šípek       | svědek Vymětal                                |
| Veronika Schönová  | svědkyně Nedomanská                           |
| Jana Galinová      | znalkyně dopravy                              |
| Lukáš Jůza         | vyšetřovatel Pála                             |
| Petr Motloch       | vyšetřovatel Polomníček                       |
| Jaroslav Plesl     | JUDr. Radek Fiala, advokát Igora Kubiše       |

Dále hrají Milena Marcilisová, Jana Radojčičová, Stanislav Tišer, Jiří Wohanka, Václav Chalupa, Josef Daňhel, Ondřej Kožíšek.

#### Konec hry
| Lukáš Jůza        | vyšetřovatel Pála                          |
| Petr Motloch      | vyšetřovatel Polomníček                    |
| Jaroslav Plesl    | JUDr. Radek Fiala, advokát Igora Kubiše    |
| Zuzana Onufráková | por. Petra Nováková, kolegyně Igora Kubiše |
| Ivo Novák         | náměstek Pavel Hrabal                      |
| Jiří Schwarz      | státní zástupce Antonín Košacký            |
| Dana Syslová      | pacientka Barbora                          |
| Adéla Petřeková   | učitelka Jana                              |
| Petr Dohnal       | vrchní státní zástupce Goliáš              |
| Dan Vertigo       | pouliční zpěvák                            |

## Řady a díly
| Řada | Díly | Premiéra v ČR  | Premiéra v ČR      |
| Řada | Díly | První díl      | Poslední díl       |
| ---- | ---- | -------------- | ------------------ |
| 1    | 13   | 1. září 2014   | 24. listopadu 2014 |
| 2    | 13   | 28. srpna 2017 | 20. listopadu 2017 |

## Další tvůrci
- architekt: Martin Kurel

## Režie
Režiséři si rozdělili jednotlivé případy – Robert Sedláček režíroval pět případů (Osamělost, Paulusová versus Paulus, Válka pokračuje, Rodina a Kněz), Bohdan Sláma čtyři případy (Luketka, Střelec, Kladivo na důchodce a Místo narození) a Radim Špaček čtyři případy (Chudák skřítek Melichar, Diskrétní odpad, Odlišnost a Exekuce) – a každý také režíroval jednu dramaturgickou linii soukromí soudce – Bohdan Sláma režíroval vztahy hlavního hrdiny s rodiči, Radim Špaček akční témata a Robert Sedláček soudcovy vztahy se ženami. Režisér sporu, který se v dílu řeší, je uveden jako první a zvýrazněn.